# Buiging (beweging)

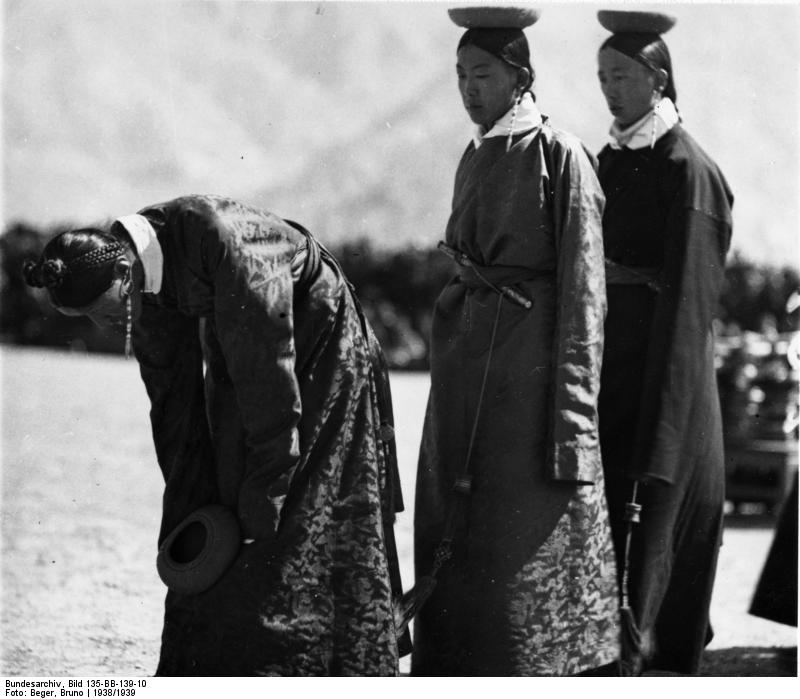
Buiging, foto genomen tijdens Tibetexpeditie in 1938

Een buiging is een knikkende beweging met het lichaam, vaak gemaakt om een persoon (van hoge status) te begroeten. Artiesten maken na een optreden meestal een buiging naar het publiek.
In sommige, met name Aziatische, culturen is het gewoon om bij een ontmoeting een korte buiging te maken. Afhankelijk van de status van de mensen die elkaar ontmoeten, zal soms de ene persoon dieper of langer buigen dan de andere. Bij sommigen is het maken van een buiging bij wijze van groet zo'n gewoonte dat ze zelfs buigen wanneer ze iemand aan de telefoon groeten.
Een vrouwelijke variant van de buiging is de reverence.